# Elecciones municipales de 2015 en la provincia de Huelva
Las elecciones municipales de 2015 en la provincia de Huelva se celebraron el 24 de mayo de 2015, al mismo tiempo que en el resto de España. 

## Resultados electorales

### Resultados globales
| Elecciones municipales de la provincia de Huelva en 2015 |        |           |            |            |
| Partido                                                  | Votos  | Variación | Porcentaje | Concejales |
| Participación                                            | 251390 | 5,31%     | 63,31%     |            |
| Voto en blanco                                           | 3225   | 0,50%     | 1,33%      | -          |
| Votos nulos                                              | 3843   | 0,04%     | 1,53%      | -          |
| Partidos:                                                | -      | -         | -          | -          |
| PSOE                                                     | 99914  | 3,05%     | 40,36%     | 439        |
| PP                                                       | 72341  | 7,48%     | 29,22%     | 215        |
| IULV-CA                                                  | 21658  | 1,15%     | 8,75%      | 77         |
| PA                                                       | 7871   | 3,85%     | 3,18%      | 25         |
| Cs                                                       | 7522   | 3,04%     | 3,04%      | 8          |

### Resultados en los principales municipios
En la siguiente tabla se muestran los resultados electorales en los municipios más habitados de la provincia de Huelva.
| Municipio                           | Municipio                                                                | Alcalde y gobierno municipal saliente                                                                             | Partido | Votos | %     | Concejales | +/- | Alcalde y gobierno municipal electo                                   |
| ----------------------------------- | ------------------------------------------------------------------------ | --- | ------- | ----- | ----- | ---------- | --- | --------------------------------------------------------------------- |
|                                     | Huelva 27 concejales                                                     | - Alcalde: Pedro Rodríguez González (PP) - Gobierno municipal: PP                                                 | PSOE    | 20646 | 35,21 | 11         | 2   | - Alcalde: Gabriel Cruz (PSOE) - Gobierno municipal: PSOE             |
| PP                                  | Huelva 27 concejales                                                     | - Alcalde: Pedro Rodríguez González (PP) - Gobierno municipal: PP                                                 | 15677   | 26,74 | 8     | 6          |     | - Alcalde: Gabriel Cruz (PSOE) - Gobierno municipal: PSOE             |
| C's                                 | Huelva 27 concejales                                                     | - Alcalde: Pedro Rodríguez González (PP) - Gobierno municipal: PP                                                 | 5938    | 10,13 | 3     | 3          |     | - Alcalde: Gabriel Cruz (PSOE) - Gobierno municipal: PSOE             |
| IU                                  | Huelva 27 concejales                                                     | - Alcalde: Pedro Rodríguez González (PP) - Gobierno municipal: PP                                                 | 5869    | 10,01 | 3     | 0          |     | - Alcalde: Gabriel Cruz (PSOE) - Gobierno municipal: PSOE             |
| MRH                                 | Huelva 27 concejales                                                     | - Alcalde: Pedro Rodríguez González (PP) - Gobierno municipal: PP                                                 | 3740    | 6,38  | 1     | 0          |     | - Alcalde: Gabriel Cruz (PSOE) - Gobierno municipal: PSOE             |
| Participa Huelva                    | Huelva 27 concejales                                                     | - Alcalde: Pedro Rodríguez González (PP) - Gobierno municipal: PP                                                 | 3108    | 5,30  | 1     | 1          |     | - Alcalde: Gabriel Cruz (PSOE) - Gobierno municipal: PSOE             |
|                                     | Lepe 21 concejales                                                       | - Alcalde: Juan Manuel González Camacho (PP) - Gobierno municipal: PP                                             | PP      | 6206  | 50,45 | 12         | 1   | - Alcalde: Juan Manuel González Camacho (PP) - Gobierno municipal: PP |
| PSOE                                | Lepe 21 concejales                                                       | - Alcalde: Juan Manuel González Camacho (PP) - Gobierno municipal: PP                                             | 3816    | 31,02 | 7     | 2          |     | - Alcalde: Juan Manuel González Camacho (PP) - Gobierno municipal: PP |
| Alternativa Lepera                  | Lepe 21 concejales                                                       | - Alcalde: Juan Manuel González Camacho (PP) - Gobierno municipal: PP                                             | 779     | 6,33  | 1     | 1          |     | - Alcalde: Juan Manuel González Camacho (PP) - Gobierno municipal: PP |
| IU                                  | Lepe 21 concejales                                                       | - Alcalde: Juan Manuel González Camacho (PP) - Gobierno municipal: PP                                             | 716     | 5,82  | 1     | 0          |     | - Alcalde: Juan Manuel González Camacho (PP) - Gobierno municipal: PP |
|                                     | Almonte 21 concejales                                                    | - Alcalde: José Antonio Domínguez Iglesias (PP) - Gobierno municipal: PP                                          | PSOE    | 4064  | 40,20 | 10         | 0   | - Alcalde: Rocío Espinosa (PSOE) - Gobierno municipal: PSOE           |
| PP                                  | Almonte 21 concejales                                                    | - Alcalde: José Antonio Domínguez Iglesias (PP) - Gobierno municipal: PP                                          | 3418    | 33,81 | 8     | 1          |     | - Alcalde: Rocío Espinosa (PSOE) - Gobierno municipal: PSOE           |
| Mesa de Convergencia                | Almonte 21 concejales                                                    | - Alcalde: José Antonio Domínguez Iglesias (PP) - Gobierno municipal: PP                                          | 1101    | 10,89 | 2     | 2          |     | - Alcalde: Rocío Espinosa (PSOE) - Gobierno municipal: PSOE           |
| IU                                  | Almonte 21 concejales                                                    | - Alcalde: José Antonio Domínguez Iglesias (PP) - Gobierno municipal: PP                                          | 559     | 5,53  | 1     | 1          |     | - Alcalde: Rocío Espinosa (PSOE) - Gobierno municipal: PSOE           |
|                                     | Moguer 21 concejales                                                     | - Alcalde: Gustavo Cuéllar (PSOE) - Gobierno municipal: PSOE                                                      | PSOE    | 4503  | 49,91 | 11         | 1   | - Alcalde: Gustavo Cuéllar (PSOE) - Gobierno municipal: PSOE          |
| PP                                  | Moguer 21 concejales                                                     | - Alcalde: Gustavo Cuéllar (PSOE) - Gobierno municipal: PSOE                                                      | 3104    | 34,40 | 8     | 1          |     | - Alcalde: Gustavo Cuéllar (PSOE) - Gobierno municipal: PSOE          |
| Agrupación Independiente de Mazagón | Moguer 21 concejales                                                     | - Alcalde: Gustavo Cuéllar (PSOE) - Gobierno municipal: PSOE                                                      | 1109    | 12,19 | 2     | 0          |     | - Alcalde: Gustavo Cuéllar (PSOE) - Gobierno municipal: PSOE          |
|                                     | Isla Cristina 21 concejales                                              | - Alcalde: María Luisa Faneca (PSOE) - Gobierno municipal: PSOE                                                   | PIF     | 2388  | 25,07 | 6          | 1   | - Alcalde: Antonia Grao (PIF) - Gobierno municipal: PIF               |
| PA                                  | Isla Cristina 21 concejales                                              | - Alcalde: María Luisa Faneca (PSOE) - Gobierno municipal: PSOE                                                   | 1885    | 19,79 | 5     | 1          |     | - Alcalde: Antonia Grao (PIF) - Gobierno municipal: PIF               |
| PSOE                                | Isla Cristina 21 concejales                                              | - Alcalde: María Luisa Faneca (PSOE) - Gobierno municipal: PSOE                                                   | 1870    | 19,63 | 4     | 3          |     | - Alcalde: Antonia Grao (PIF) - Gobierno municipal: PIF               |
| PP                                  | Isla Cristina 21 concejales                                              | - Alcalde: María Luisa Faneca (PSOE) - Gobierno municipal: PSOE                                                   | 1413    | 14,83 | 3     | 2          |     | - Alcalde: Antonia Grao (PIF) - Gobierno municipal: PIF               |
| Ciudadanos por Isla                 | Isla Cristina 21 concejales                                              | - Alcalde: María Luisa Faneca (PSOE) - Gobierno municipal: PSOE                                                   | 1123    | 11,79 | 3     | 3          |     | - Alcalde: Antonia Grao (PIF) - Gobierno municipal: PIF               |
|                                     | Aljaraque 17 concejales                                                  | - Alcalde: David Toscano (PP) - Gobierno municipal: PP                                                            | PP      | 3169  | 37,50 | 7          | 3   | - Alcalde: Yolanda Rubio (PSOE) - Gobierno municipal: PSOE            |
| PSOE                                | Aljaraque 17 concejales                                                  | - Alcalde: David Toscano (PP) - Gobierno municipal: PP                                                            | 2338    | 27,67 | 5     | 0          |     | - Alcalde: Yolanda Rubio (PSOE) - Gobierno municipal: PSOE            |
| IU                                  | Aljaraque 17 concejales                                                  | - Alcalde: David Toscano (PP) - Gobierno municipal: PP                                                            | 1329    | 15,73 | 2     | 0          |     | - Alcalde: Yolanda Rubio (PSOE) - Gobierno municipal: PSOE            |
| Sí se puede Aljaraque               | Aljaraque 17 concejales                                                  | - Alcalde: David Toscano (PP) - Gobierno municipal: PP                                                            | 974     | 11,53 | 2     | 2          |     | - Alcalde: Yolanda Rubio (PSOE) - Gobierno municipal: PSOE            |
| UPyD                                | Aljaraque 17 concejales                                                  | - Alcalde: David Toscano (PP) - Gobierno municipal: PP                                                            | 456     | 5,40  | 1     | 1          |     | - Alcalde: Yolanda Rubio (PSOE) - Gobierno municipal: PSOE            |
|                                     | Ayamonte 17 concejales (4 menos que en las elecciones de 2011)           | - Alcalde: Antonio Rodríguez Castillo (PSOE) - Gobierno municipal: PSOE                                           | PP      | 3261  | 38,17 | 7          | 1   | - Alcalde: Alberto Fernández Rodríguez (PP) - Gobierno municipal: PP  |
| PSOE                                | Ayamonte 17 concejales (4 menos que en las elecciones de 2011)           | - Alcalde: Antonio Rodríguez Castillo (PSOE) - Gobierno municipal: PSOE                                           | 2886    | 33,78 | 7     | 3          |     | - Alcalde: Alberto Fernández Rodríguez (PP) - Gobierno municipal: PP  |
| IU                                  | Ayamonte 17 concejales (4 menos que en las elecciones de 2011)           | - Alcalde: Antonio Rodríguez Castillo (PSOE) - Gobierno municipal: PSOE                                           | 731     | 8,56  | 1     | 0          |     | - Alcalde: Alberto Fernández Rodríguez (PP) - Gobierno municipal: PP  |
| PA                                  | Ayamonte 17 concejales (4 menos que en las elecciones de 2011)           | - Alcalde: Antonio Rodríguez Castillo (PSOE) - Gobierno municipal: PSOE                                           | 697     | 8,16  | 1     | 1          |     | - Alcalde: Alberto Fernández Rodríguez (PP) - Gobierno municipal: PP  |
| Recuperemos Ayamonte                | Ayamonte 17 concejales (4 menos que en las elecciones de 2011)           | - Alcalde: Antonio Rodríguez Castillo (PSOE) - Gobierno municipal: PSOE                                           | 529     | 6,19  | 1     | 1          |     | - Alcalde: Alberto Fernández Rodríguez (PP) - Gobierno municipal: PP  |
|                                     | Cartaya 17 concejales                                                    | - Alcalde: Juan Miguel Polo (ICAR) - Gobierno municipal: ICAR                                                     | PSOE    | 2555  | 33,46 | 6          | 1   | - Alcalde: Juan Miguel Polo (ICAR) - Gobierno municipal: ICAR         |
| ICAR                                | Cartaya 17 concejales                                                    | - Alcalde: Juan Miguel Polo (ICAR) - Gobierno municipal: ICAR                                                     | 1837    | 24,06 | 5     | 0          |     | - Alcalde: Juan Miguel Polo (ICAR) - Gobierno municipal: ICAR         |
| PP                                  | Cartaya 17 concejales                                                    | - Alcalde: Juan Miguel Polo (ICAR) - Gobierno municipal: ICAR                                                     | 1363    | 17,85 | 3     | 1          |     | - Alcalde: Juan Miguel Polo (ICAR) - Gobierno municipal: ICAR         |
| IU                                  | Cartaya 17 concejales                                                    | - Alcalde: Juan Miguel Polo (ICAR) - Gobierno municipal: ICAR                                                     | 768     | 10,06 | 2     | 1          |     | - Alcalde: Juan Miguel Polo (ICAR) - Gobierno municipal: ICAR         |
| PA                                  | Cartaya 17 concejales                                                    | - Alcalde: Juan Miguel Polo (ICAR) - Gobierno municipal: ICAR                                                     | 657     | 8,60  | 1     | 0          |     | - Alcalde: Juan Miguel Polo (ICAR) - Gobierno municipal: ICAR         |
|                                     | Punta Umbría 17 concejales                                               | - Alcalde: Gonzalo Rodríguez Nevado (PSOE) - Gobierno municipal: PSOE                                             | PSOE    | 3069  | 41,53 | 8          | 1   | - Alcalde: Gonzalo Rodríguez Nevado (PSOE) - Gobierno municipal: PSOE |
| Unidos por Punta Umbría             | Punta Umbría 17 concejales                                               | - Alcalde: Gonzalo Rodríguez Nevado (PSOE) - Gobierno municipal: PSOE                                             | 1794    | 24,28 | 4     | 4          |     | - Alcalde: Gonzalo Rodríguez Nevado (PSOE) - Gobierno municipal: PSOE |
| PP                                  | Punta Umbría 17 concejales                                               | - Alcalde: Gonzalo Rodríguez Nevado (PSOE) - Gobierno municipal: PSOE                                             | 1685    | 22,80 | 4     | 4          |     | - Alcalde: Gonzalo Rodríguez Nevado (PSOE) - Gobierno municipal: PSOE |
| IU                                  | Punta Umbría 17 concejales                                               | - Alcalde: Gonzalo Rodríguez Nevado (PSOE) - Gobierno municipal: PSOE                                             | 424     | 5,74  | 1     | 1          |     | - Alcalde: Gonzalo Rodríguez Nevado (PSOE) - Gobierno municipal: PSOE |
|                                     | Bollullos Par del Condado 17 concejales                                  | - Alcalde: Francisco Díaz Ojeda (Independientes por Bollullos) - Gobierno municipal: Independientes por Bollullos | PSOE    | 2465  | 34,51 | 6          | 0   | - Alcalde: Rubén Rodríguez Camacho (PSOE) - Gobierno municipal: PSOE  |
| Independientes por Bollullos        | Bollullos Par del Condado 17 concejales                                  | - Alcalde: Francisco Díaz Ojeda (Independientes por Bollullos) - Gobierno municipal: Independientes por Bollullos | 2367    | 33,14 | 6     | 1          |     | - Alcalde: Rubén Rodríguez Camacho (PSOE) - Gobierno municipal: PSOE  |
| PP                                  | Bollullos Par del Condado 17 concejales                                  | - Alcalde: Francisco Díaz Ojeda (Independientes por Bollullos) - Gobierno municipal: Independientes por Bollullos | 1254    | 17,56 | 3     | 0          |     | - Alcalde: Rubén Rodríguez Camacho (PSOE) - Gobierno municipal: PSOE  |
| IU                                  | Bollullos Par del Condado 17 concejales                                  | - Alcalde: Francisco Díaz Ojeda (Independientes por Bollullos) - Gobierno municipal: Independientes por Bollullos | 604     | 8,46  | 1     | 0          |     | - Alcalde: Rubén Rodríguez Camacho (PSOE) - Gobierno municipal: PSOE  |
| Recuperemos Bollullos               | Bollullos Par del Condado 17 concejales                                  | - Alcalde: Francisco Díaz Ojeda (Independientes por Bollullos) - Gobierno municipal: Independientes por Bollullos | 363     | 5,08  | 1     | 1          |     | - Alcalde: Rubén Rodríguez Camacho (PSOE) - Gobierno municipal: PSOE  |
|                                     | Valverde del Camino 17 concejales                                        | - Alcalde: Loles López (PP) - Gobierno municipal: PP                                                              | PP      | 3472  | 47,81 | 9          | 2   | - Alcalde: Loles López (PP) - Gobierno municipal: PP                  |
| PSOE                                | Valverde del Camino 17 concejales                                        | - Alcalde: Loles López (PP) - Gobierno municipal: PP                                                              | 2972    | 40,93 | 7     | 2          |     | - Alcalde: Loles López (PP) - Gobierno municipal: PP                  |
| IU                                  | Valverde del Camino 17 concejales                                        | - Alcalde: Loles López (PP) - Gobierno municipal: PP                                                              | 473     | 6,51  | 1     | 0          |     | - Alcalde: Loles López (PP) - Gobierno municipal: PP                  |
|                                     | Gibraleón 17 concejales                                                  | - Alcalde: José Ramón Gómez Cueli (PP) - Gobierno municipal: PP                                                   | PSOE    | 3237  | 48,02 | 9          | 2   | - Alcalde: Lourdes Martín (PSOE) - Gobierno municipal: PSOE           |
| PP                                  | Gibraleón 17 concejales                                                  | - Alcalde: José Ramón Gómez Cueli (PP) - Gobierno municipal: PP                                                   | 2726    | 40,44 | 7     | 1          |     | - Alcalde: Lourdes Martín (PSOE) - Gobierno municipal: PSOE           |
| Somos Gibraleón                     | Gibraleón 17 concejales                                                  | - Alcalde: José Ramón Gómez Cueli (PP) - Gobierno municipal: PP                                                   | 452     | 6,71  | 1     | 1          |     | - Alcalde: Lourdes Martín (PSOE) - Gobierno municipal: PSOE           |
|                                     | La Palma del Condado 17 concejales                                       | - Alcalde: Manuel García Félix (PP) - Gobierno municipal: PP                                                      | PP      | 2662  | 50,08 | 9          | 1   | - Alcalde: Manuel García Félix (PP) - Gobierno municipal: PP          |
| PSOE                                | La Palma del Condado 17 concejales                                       | - Alcalde: Manuel García Félix (PP) - Gobierno municipal: PP                                                      | 1847    | 34,74 | 6     | 1          |     | - Alcalde: Manuel García Félix (PP) - Gobierno municipal: PP          |
| C's                                 | La Palma del Condado 17 concejales                                       | - Alcalde: Manuel García Félix (PP) - Gobierno municipal: PP                                                      | 613     | 11,53 | 2     | 2          |     | - Alcalde: Manuel García Félix (PP) - Gobierno municipal: PP          |
|                                     | Palos de la Frontera 17 concejales (4 más que en las elecciones de 2011) | - Alcalde: Carmelo Romero (PP) - Gobierno municipal: PP                                                           | PP      | 3035  | 60,99 | 11         | 4   | - Alcalde: Carmelo Romero (PP) - Gobierno municipal: PP               |
| PSOE                                | Palos de la Frontera 17 concejales (4 más que en las elecciones de 2011) | - Alcalde: Carmelo Romero (PP) - Gobierno municipal: PP                                                           | 1041    | 20,92 | 4     | 0          |     | - Alcalde: Carmelo Romero (PP) - Gobierno municipal: PP               |
| Agrupación Palera Independiente     | Palos de la Frontera 17 concejales (4 más que en las elecciones de 2011) | - Alcalde: Carmelo Romero (PP) - Gobierno municipal: PP                                                           | 648     | 13,02 | 2     | 0          |     | - Alcalde: Carmelo Romero (PP) - Gobierno municipal: PP               |
|                                     | San Juan del Puerto 13 concejales                                        | - Alcalde: Juan Carlos Duarte (PP) - Gobierno municipal: PP                                                       | PP      | 1936  | 42,29 | 6          | 2   | - Alcalde: Rocío Cárdenas (PSOE) - Gobierno municipal: PSOE           |
| PSOE                                | San Juan del Puerto 13 concejales                                        | - Alcalde: Juan Carlos Duarte (PP) - Gobierno municipal: PP                                                       | 1791    | 39,12 | 6     | 0          |     | - Alcalde: Rocío Cárdenas (PSOE) - Gobierno municipal: PSOE           |
| Vecinos por San Juan                | San Juan del Puerto 13 concejales                                        | - Alcalde: Juan Carlos Duarte (PP) - Gobierno municipal: PP                                                       | 399     | 8,72  | 1     | 1          |     | - Alcalde: Rocío Cárdenas (PSOE) - Gobierno municipal: PSOE           |
|                                     | Aracena 13 concejales                                                    | - Alcalde: Manuel Guerra (PSOE) - Gobierno municipal: PSOE                                                        | PSOE    | 1718  | 44,95 | 7          | 0   | - Alcalde: Manuel Guerra (PSOE) - Gobierno municipal: PSOE            |
| IU                                  | Aracena 13 concejales                                                    | - Alcalde: Manuel Guerra (PSOE) - Gobierno municipal: PSOE                                                        | 956     | 25,01 | 3     | 0          |     | - Alcalde: Manuel Guerra (PSOE) - Gobierno municipal: PSOE            |
| PP                                  | Aracena 13 concejales                                                    | - Alcalde: Manuel Guerra (PSOE) - Gobierno municipal: PSOE                                                        | 699     | 18,29 | 2     | 1          |     | - Alcalde: Manuel Guerra (PSOE) - Gobierno municipal: PSOE            |
| Aracena puede                       | Aracena 13 concejales                                                    | - Alcalde: Manuel Guerra (PSOE) - Gobierno municipal: PSOE                                                        | 245     | 6,41  | 1     | 1          |     | - Alcalde: Manuel Guerra (PSOE) - Gobierno municipal: PSOE            |
|                                     | Trigueros 13 concejales                                                  | - Alcalde: Victoria Caro (IU) - Gobierno municipal: IU                                                            | PSOE    | 1872  | 45,40 | 6          | 1   | - Alcalde: Cristóbal Romero (PSOE) - Gobierno municipal: PSOE         |
| IU                                  | Trigueros 13 concejales                                                  | - Alcalde: Victoria Caro (IU) - Gobierno municipal: IU                                                            | 1683    | 40,82 | 6     | 1          |     | - Alcalde: Cristóbal Romero (PSOE) - Gobierno municipal: PSOE         |
| PP                                  | Trigueros 13 concejales                                                  | - Alcalde: Victoria Caro (IU) - Gobierno municipal: IU                                                            | 541     | 12,47 | 1     | 1          |     | - Alcalde: Cristóbal Romero (PSOE) - Gobierno municipal: PSOE         |
|                                     | Rociana del Condado 13 concejales                                        | - Alcalde: Diego Pichardo (PSOE) - Gobierno municipal: PSOE                                                       | PSOE    | 2109  | 60,36 | 9          | 3   | - Alcalde: Diego Pichardo (PSOE) - Gobierno municipal: PSOE           |
| PA                                  | Rociana del Condado 13 concejales                                        | - Alcalde: Diego Pichardo (PSOE) - Gobierno municipal: PSOE                                                       | 668     | 19,12 | 3     | 2          |     | - Alcalde: Diego Pichardo (PSOE) - Gobierno municipal: PSOE           |
| PP                                  | Rociana del Condado 13 concejales                                        | - Alcalde: Diego Pichardo (PSOE) - Gobierno municipal: PSOE                                                       | 442     | 12,65 | 1     | 0          |     | - Alcalde: Diego Pichardo (PSOE) - Gobierno municipal: PSOE           |
|                                     | Bonares 13 concejales                                                    | - Alcalde: Juan Antonio García (PSOE) - Gobierno municipal: PSOE                                                  | PSOE    | 1684  | 54,20 | 8          | 1   | - Alcalde: Juan Antonio García (PSOE) - Gobierno municipal: PSOE      |
| PP                                  | Bonares 13 concejales                                                    | - Alcalde: Juan Antonio García (PSOE) - Gobierno municipal: PSOE                                                  | 988     | 31,80 | 4     | 1          |     | - Alcalde: Juan Antonio García (PSOE) - Gobierno municipal: PSOE      |
| PA                                  | Bonares 13 concejales                                                    | - Alcalde: Juan Antonio García (PSOE) - Gobierno municipal: PSOE                                                  | 403     | 12,97 | 1     | 0          |     | - Alcalde: Juan Antonio García (PSOE) - Gobierno municipal: PSOE      |
|                                     | Nerva 13 concejales                                                      | - Alcalde: Domingo Domínguez Bueno (PSOE) - Gobierno municipal: PSOE                                              | PSOE    | 1253  | 48,60 | 7          | 2   | - Alcalde: Domingo Domínguez Bueno (PSOE) - Gobierno municipal: PSOE  |
| IU                                  | Nerva 13 concejales                                                      | - Alcalde: Domingo Domínguez Bueno (PSOE) - Gobierno municipal: PSOE                                              | 776     | 30,10 | 4     | 1          |     | - Alcalde: Domingo Domínguez Bueno (PSOE) - Gobierno municipal: PSOE  |
| PP                                  | Nerva 13 concejales                                                      | - Alcalde: Domingo Domínguez Bueno (PSOE) - Gobierno municipal: PSOE                                              | 492     | 19,08 | 2     | 2          |     | - Alcalde: Domingo Domínguez Bueno (PSOE) - Gobierno municipal: PSOE  |
|                                     | Lucena del Puerto 11 concejales                                          | - Alcalde: Manuel Mora Ruiz (IPLUC) - Gobierno municipal: IPLUC                                                   | IPLUC   | 700   | 48,60 | 5          | 1   | - Alcalde: David Vivas Ojuelos (PSOE) - Gobierno municipal: PSOE      |
| PSOE                                | Lucena del Puerto 11 concejales                                          | - Alcalde: Manuel Mora Ruiz (IPLUC) - Gobierno municipal: IPLUC                                                   | 547     | 35,00 | 4     | 0          |     | - Alcalde: David Vivas Ojuelos (PSOE) - Gobierno municipal: PSOE      |
| PP                                  | Lucena del Puerto 11 concejales                                          | - Alcalde: Manuel Mora Ruiz (IPLUC) - Gobierno municipal: IPLUC                                                   | 309     | 19,77 | 2     | 1          |     | - Alcalde: David Vivas Ojuelos (PSOE) - Gobierno municipal: PSOE      |